# Вандорос, Спирос
Спирос Вандорос (греч. Σπύρος Βανδώρος; 1887, Пирей — 1940, Афины) — греческий художник первой половины XX века.

## Биография
Спирос Вандорос родился в Пирее в 1887 году.
Учился в Афинской школе изящных искусств у Димитриоса Гераниотиса. Окончил школу с отличием.
Продолжил учёбу в Мюнхене и Берлине, после чего посетил Париж, где оставался некоторое время, изучая декоративное искусство.
Его работы включают в себя портреты, пейзажи и декоративные композиции.
В его морских пейзажах ощутимо влияние живописи Иоанниса Алтамураса.
В портрете своей жены (1934) Вандорос сознательно повторяет портрет Сары Бернар французского художника Жюля Бастьен-Лепажа, с той лишь только разницей, что при всей внешней схожести с Бернар, супруга Вандороса держит в руках, вместо статуэтки, древний греческий киликос.
Спирос Вандорос умер в Афинах в 1940 году.
Его работы хранятся и выставляются в Национальной галерее Греции в Муниципальной галерее Афин и ряде других публичных галерей и частных коллекций.

## Галерея

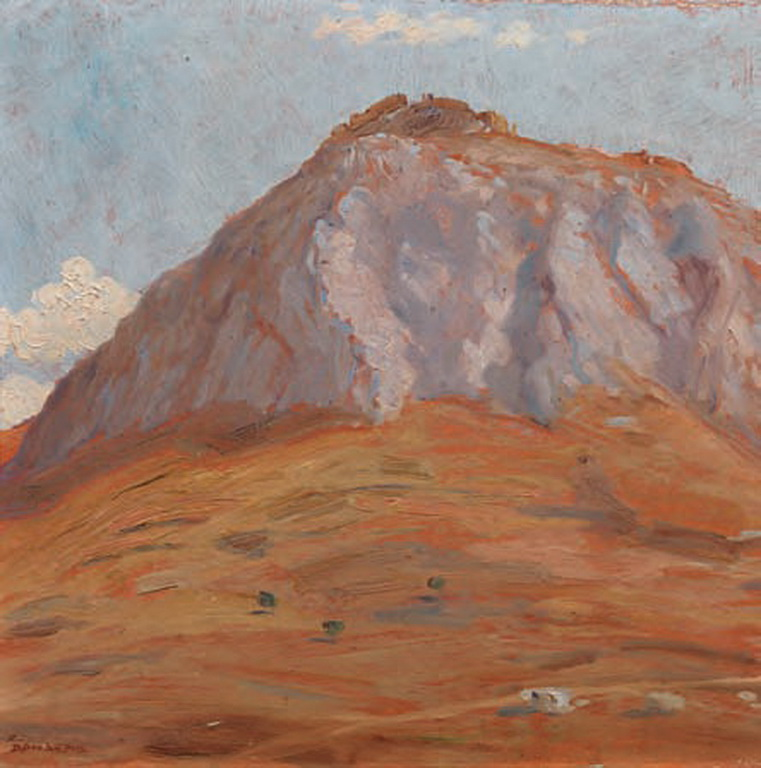
Акрокоринф
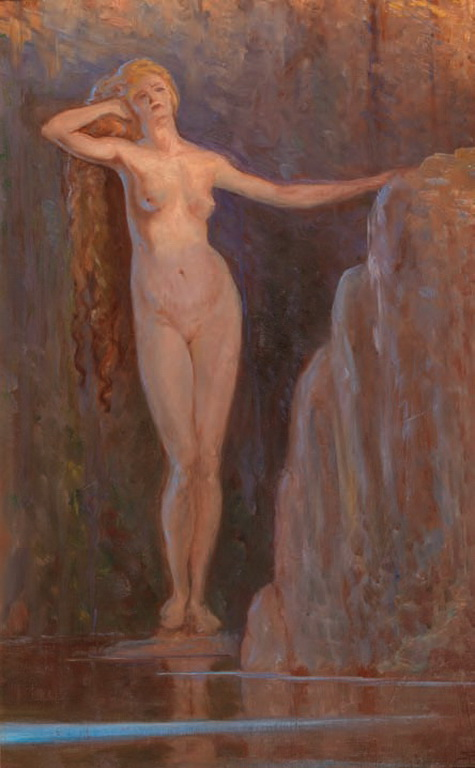
Нимфа. 1917
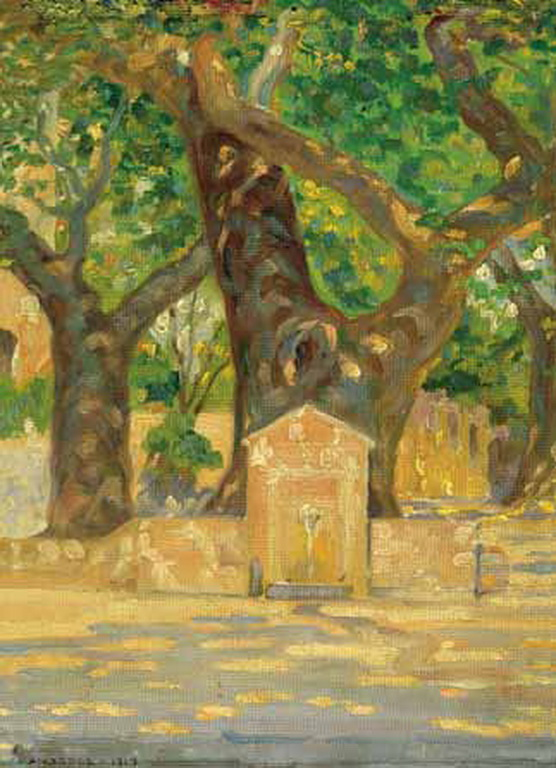
Источник. 1919
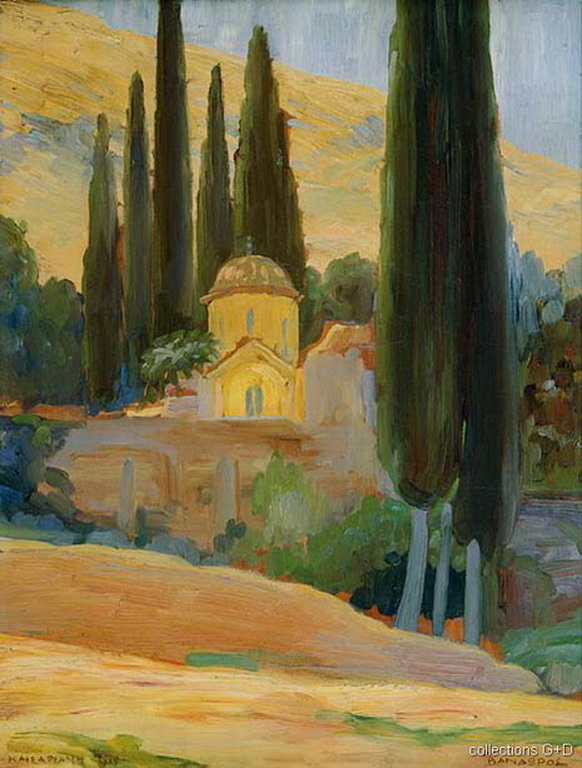
Монастырь в Кесариани. 1919
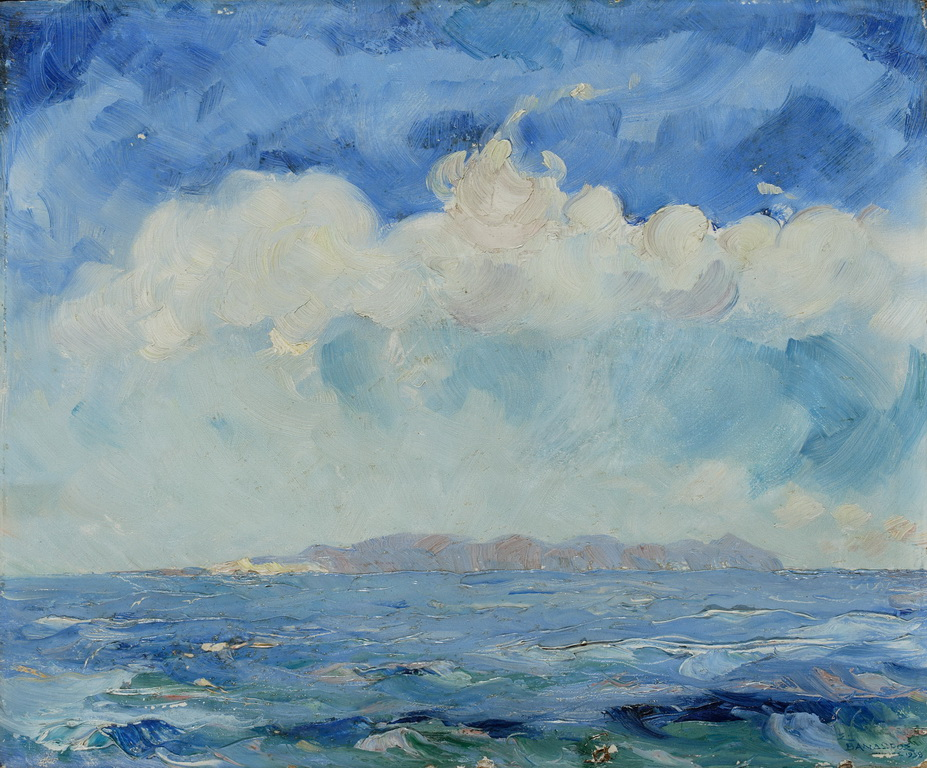
Кикладский Мелтеми (сезонный ветер). 1938